# Павлов-Сильванский, Николай Павлович
Никола́й Па́влович Па́влов-Сильва́нский (1 [13] февраля 1869, Кронштадт — 17 [30] сентября 1908, Санкт-Петербург) — русский историк и архивист, государственный и политический деятель. 
Автор работ по истории России времён Петра I, общественных движений XVIII—XIX веков, крестьянства, а также историографии, автор концепции развития «русского феодализма».

## Биография

### Ранние годы
Его дед и прадед были священниками, имевшие сан протоиерея. Родился 1 (13) февраля 1869 года в Кронштадте в семье врача 2-го флотского экипажа Павла Николаевича Павлова-Сильванского (1833—1897). Затем отец был переведён в Красноводск, где семь прожила около трёх лет. Потом отца перевели в Сибирь и Николай некоторое время жил у деда-священника, в селе Сватово Старобельского уезда Харьковской губернии.
С сентября 1875 года семья жила в Омске, где Николай начал в 1878 году поступил в приготовительный класс Омской гимназии и дошёл до VI класса. В связи с переездом семьи в Петербург, в 1884 году перевёлся в гимназию при Петербургском историко-филологическом институте, окончив её с серебряной медалью в 1888 году. В столичной гимназии к учащимся предъявлялись гораздо большие требования и в первый год обучения здесь, успешный в провинции гимназист был оставлен на второй год в VI-м классе. Но через год считался уже одним из лучших учеников.
Поступил на историко-филологический факультет Санкт-Петербургского университета, окончив его в 1892 году с дипломом 1-й степени. За успехи был освобождён от платы за обучение и даже получал стипендию имени Кирилла и Мефодия (100 руб. в год).
По завершении университета был оставлен на кафедре русской истории с целью подготовки к получению профессорского звания. Одновременно с этим был принят на службу в архив Министерства иностранных дел.
В 1895 году провалил экзамен по всеобщей истории и не прошёл магистерские испытания, что не позволило ему начать практику профессорско-преподавательской деятельности в государственных университетах. С 1899 года работал в Государственном архиве Министерства иностранных дел. Находясь в чине делопроизводителя 4-го класса фактически замещал директора архива. В 1906—1908 в нескольких учебных заведениях Санкт-Петербурга, в частности, в высшей вольной школе П. Ф. Лесгафта, читал курсы русской истории и истории русского права. В 1907 году получил должность профессора истории русского права Высших женских курсов.
В 1890-е годы увлекался социологическими идеями легального марксизма. Позже состоял в партии кадетов. В ходе революции 1905—1907 годов проявил демократические симпатии.
Умер от холеры в Санкт-Петербурге 17 (30) сентября 1908 года. Похоронен на Преображенском кладбище; в 1912 году перезахоронен на Смоленском православном кладбище рядом с родителями.

## Научная деятельность
На формирование научных взглядов Павлова-Сильванского оказали влияние подходы русских историков С. М. Соловьёва, В. О. Ключевского и С. Ф. Платонова. Одновременно с этим, большую роль в формировании учёного сыграли идеи крупного представителя «юридической школы», историка русского права В. И. Сергеевича.
Среди основных научных заслуг Павлова-Сильванского отмечается попытка доказательства существования в России в XII—XVI веков феодального общества, идентичного феодальному строю Западной Европы, произведённое методом сравнительно-исторического анализа в работах «Феодализм в Древней Руси» (1907); «Феодализм в удельной Руси» (издана в 1910 году). При этом русский феодализм сводился им к сумме социальных и политико-юридических отношений. Часть (М. М. Ковалевский, С. Ф. Платонов, Н. И. Кареев, А. Е. Пресняков, М. Н. Покровский и др.) современных ему историков в целом поддержала эту концепцию, в то время как другая (М. Ф. Владимирский-Буданов, Ф. И. Леонтович, В. И. Сергеевич и др.) выступила в жёсткой критикой.
Признаются также заслуги в изучении реформаторской деятельности Петра I.
Павлов-Сильванский также одним из первых русских учёных внёс вклад в изучение крестьянских движений и общественной мысли России XVIII—XIX веков (взгляды А. Н. Радищева, П. И. Пестеля и других).

## Публикации
- Сочинения: Т. 1—3 / Н. П. Павлов-Сильванский. — СПб.: тип. М. М. Стасюлевича, 1909—1910.
- Сочинения: в 3 т. — Репринтное издание 1909—1910 гг. — СПб.: Альфрет, 2016. — (История России).
- Проекты реформ в записках современников Петра Великого: Опыт изучения русских проектов и неизданные их тексты. — Санкт-Петербург: тип. В. Киршбаума, 1897. — [4], IV, [2], 141, [3], 86 с.
- Павлов-Сильванский Н. П. Опыт изучения русских проектов и неизданных их текстов. — 1897.
- Закладничество-патронат // Известия императорского археологического общества. — Т. IX[8].
- Закладничество-патронат / [Соч.] Н. Павлова-Сильванского. — СПб.: тип. И. Н. Скороходова, 1897. — 52 с.
- Феодальные отношения в Удельной Руси / Н. П. Павлов-Сильванский. — СПб.: Тип. «В. С. Балашев и К°», 1901. — 82 с.
- Государевы служилые люди: Происхождение русского дворянства / [соч.] Н. Павлова-Сильванского. — СПб.: Гос. тип., 1898. — V, [3], 330 с.
  - Государевы служилые люди. Происхождение русского дворянства. — Ленанд, 2015.
- Декабрист Пестель пред Верховным уголовным судом / Н. Павлов-Сильванский. — Ростов-на-Дону: А. Сурат, [1907]. — VIII, 174 с. — (Русская историческая библиотека; № 15).
- Феодализм в древней Руси / Н. П. Сильванский. — СПб.: Брокгауз-Ефрон, 1907. — [4], 149 с. — (История Европы по эпохам и странам в средние века и новое время / Изд. ред. Н. И. Кареева и И. В. Лучицкого) .
- Акты о посадских людях-закладчиках. — СПб.: Тип. М. А. Александрова, 1909. — XXI, [1], 276 с.